# Лумапас
Лумапас — один з 18 мукімів (районів) округи (даера) Бруней-Муара, Бруней.

## Райони
- Кампонг Купанг
- Кампонг Путат
- Кампонг Пенгкалан Батанг
- Кампонг Касат
- Кампонг Буанг Сакар
- Кампонг Тарап Бау
- Кампонг Букіт Мерікан
- Кампонг Лупак Луас
- Кампонг Сунгаі Асам
- Кампонг Буанг Текурок
- Кампонг Сенгкірап
- Кампонг Лумапас 'А'
- Кампонг Лумапас 'Б'
- Кампонг Пансур
- Кампонг Келугус